# 强巴拉康
强巴拉康（Jampa Lhakang），位于西藏自治区拉萨市城关区色拉达果一巷，是一座藏传佛教格鲁派寺院。

## 简介

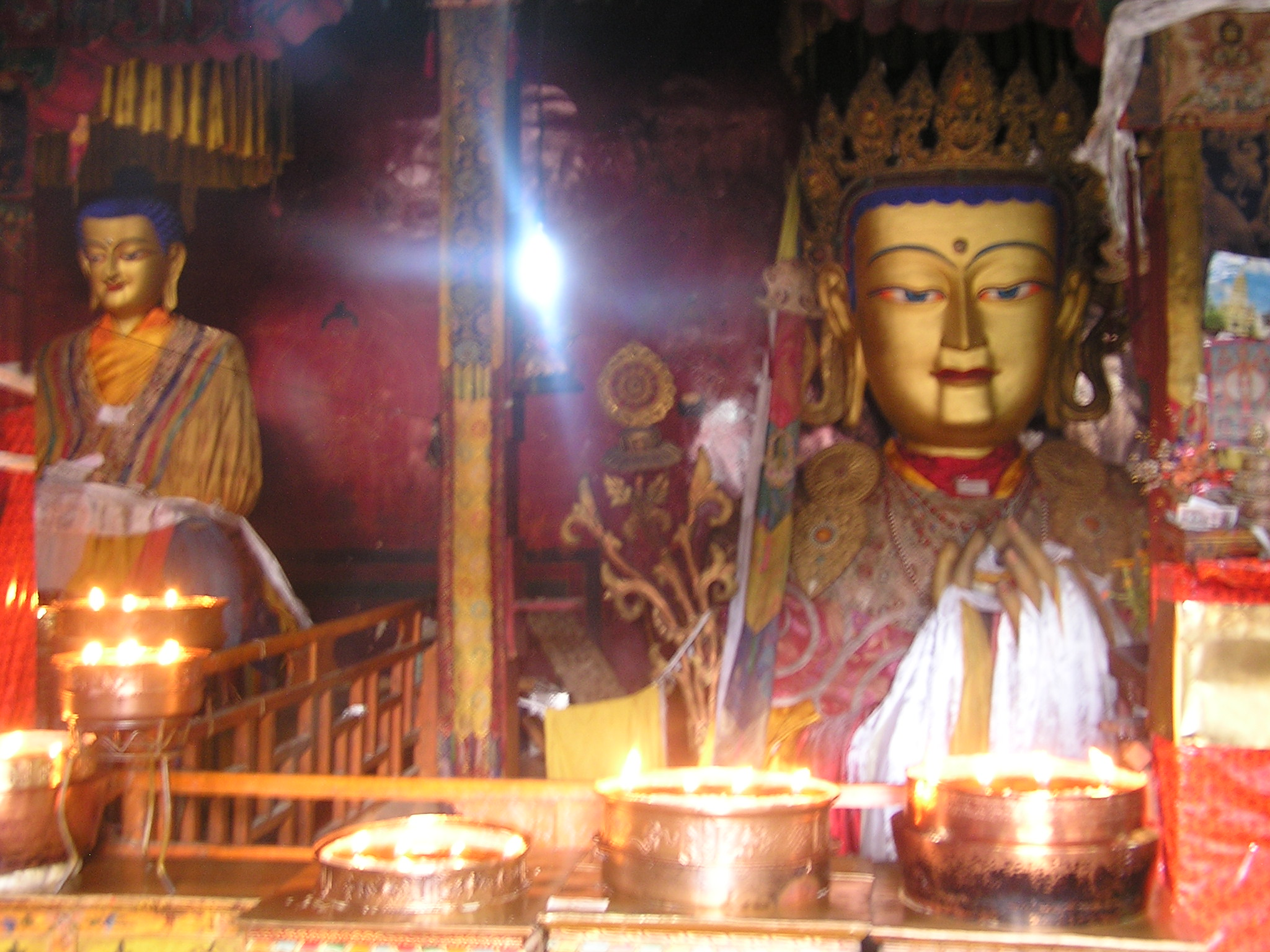
强巴拉康二层内景

强巴拉康位于八廓北街中段，是一座二层黄色建筑。从嘛呢拉康出门向右走20米便是强巴拉康。
强巴拉康是一座格鲁派寺院。由宗喀巴的弟子创建，内有创寺祖师和噶举派“疯行者”竹巴昆列（1455年－1529年）的修行地洞，并且供奉高8米的强巴佛（弥勒佛）。
强巴拉康的佛殿内供奉一尊高两层的强巴佛像。步入大殿一层，可见强巴佛的下半身。殿堂内侧，有创寺祖师和“疯行者”的修行洞。传统上，西藏寺院的佛坛通常面对殿门，但这座佛殿则是正门朝东、佛像朝北。在拉萨，仅有两座寺庙如此布局，另一座是达布林赞康。
从大殿的二层可见强巴佛的上半身。这尊强巴佛原来是为保护八廓民生而立，故称“守护市集的强巴佛”。佛像面前有一扇小窗户，窗外是八廓的闹市。强巴佛两侧，还有较小的释迦牟尼与过去佛，三尊佛像合称三世佛。强巴拉康的二层一般非常拥挤，楼道上人们排着长队，等待活佛摸顶及用圣水洗眼睛、洗脸等。活佛坐在堂中间的法座上，背后立有一幅佛教唐卡。信众十多人跪拜在活佛面前，经过祈祷、诵经后，活佛自铜壶中倒出圣水，每个人用手接住，随后往眼睛、脸部抹。
强巴拉康每天都会举行一种佛教仪式，即“忏祝”法会，具有忏悔罪孽、除障、祛病、延寿、驱除厄运的含义。来拉萨朝圣者（參見藏傳佛教的朝聖）都会来强巴拉康参加该仪式，甚至历世达赖也必定每年一度来强巴拉康参加该仪式。朝拜者可以在早晨8、9点到该寺排队上楼。二层门边有一盘棕色面团，朝拜者需自取一块捏成长条，在身上各处尤其是有病痛处擦拭，同时想象面团吸收了身体内的病，接着在面团上吹一口气，想象自己的病气已经融入该面团，最后将面团弃入另一个专用的盘中。排队来到法座前方时，信众弯腰跪在垫子，主持该法事的喇嘛会顺序赐予宝瓶甘露，将甘露淋在信众头顶，用孔雀毛扫拂信众身体，最后持金刚杵置于朝拜者头顶。甘露淋头与孔雀毛扫拂，象征去病、去厄运及魔障等等；持金刚杵置于头顶，象征寿元坚固。朝拜者接受甘露时，应当用双手承接，喝进之后吐在面前的水槽内。法事结束后，朝拜者应当按照西藏传统略加供养，供养随意，无固定的收费数额。
自强巴拉康出来，可前往坐落在同巷内的瞻巴拉拉康、贡嘎曲德寺、木如宁巴寺。强巴拉康与瞻巴拉拉康之间，有一道门，称“色拉达果”（意为“色拉后门”），长年锁着。中共占领西藏前，一年一度举行的广愿大法会，拉萨三大寺的数万僧众参加。为控制人流，各寺院都有固定的行进及撤离路线。该门即色拉寺僧人在法会期间进出大昭寺的专用门。该门实际上为大昭寺的后门，位于大昭寺的中轴线上，正对着大昭寺主尊等身佛的背部。门后面是大昭寺南、北两大厨房中的北厨房。中共占领西藏前举行广愿大法会时，北厨房负责每天做饭两次，每次做两大锅，首先供给僧人，剩下的分给民众及乞丐；南厨房则负责供给百姓的茶水。色拉后门旁边、瞻巴拉拉康门前，有一家出售自酿青稞酒的店铺，可在此观摩土法酿酒的过程。